# Josias von Heeringen
Josias von Heeringen (9 tháng 3 năm 1850 – 9 tháng 10 năm 1926) là một tướng lĩnh Đức trong thời kỳ đế quốc, đã từng tham chiến trong cuộc Chiến tranh Pháp-Đức (1870 – 1871) và Chiến tranh thế giới thứ nhất (1914 – 1918).

## Cuộc đời và binh nghiệp
Heeringen sinh ra tại Kassel ở Tuyển hầu quốc Hesse, là con trai của Josias Sr., người quản gia của vị tuyển hầu tước cuối cùng xứ Hesse, và bà Karoline von Starckloff. Vào năm 1867, sau khi học tại các học viện quân sự ở Kassel và Berlin, ông đã gia nhập Trung đoàn Bắn súng hỏa mai "Von Gersdorff" (số 1 Đại Công quốc Hesse) số 80 ở Wiesbaden, với tư cách là một học viên sĩ quan. Ông đã được phong quân hàm Thiếu úy vào ngày 10 tháng 8 năm 1868, và với cấp bậc này ông đã tham chiến trong cuộc Chiến tranh Pháp-Đức. Trong trận Frœschwiller-Wœrth vào ngày 6 tháng 8 năm 1870, ông bị thương nặng do trúng đạn ở đầu và tay, và về sau này ông được tặng thưởng Huân chương Thập tự Sắt vì lòng dũng cảm của mình. Sau một sự nghiệp quân sự lâu dài, ông đã được phong cấp thiếu tá trong Bộ Chiến tranh Phổ vào ngày 22 tháng 3 năm 1887. Kể từ năm 1892 cho đến năm 1895, ông giữ chức trưởng phòng trong Bộ Tổng tham mưu. Vào năm 1898, ông đã phong cấp Thiếu tướng cà được ủy nhiệm làm giám đốc của cục quản trị quân đội trực thuộc Bộ Chiến tranh.
Vào năm 1901, ông lên quân hàm Trung tướng và vào năm 1903 ông lãnh chức chỉ huy Sư đoàn số 22. Vào năm 1906, ông được thăng cấp Thượng tướng Bộ binh, đồng thời nhậm chức tư lệnh của Quân đoàn II, với bản doanh đặt tại Stettin. Từ năm 1909 cho đến năm 1913, ông là Bộ trưởng Chiến tranh Phổ, và trở nên mâu thuẫn gay gắt với Đại tá Erich Ludendorff về việc xây dựng lực lượng quân đội Đức trước chiến tranh. Sau đó, ông được bổ nhiệm làm Cục trưởng Cục thanh tra quân đội II, đặt trụ sở tại Berlin.
Khi cuộc Chiến tranh thế giới thứ nhất bùng nổ vào tháng 8 năm 1914, ông được lãnh chức tư lệnh của Tập đoàn quân số 7 tại Lorraine. Khi quân đội Pháp tấn công vùng Grand Est, ông đã dụ đối phương tiến sâu vào Sundgau, và sau đó các lực lượng được tăng viện của Heeringen đã tung một đòn phản công quyết liệt và choáng ngợp, buộc quân Pháp phải rút khỏi Alsace. Do chiến thắng này, ông đã được phong tặng Huân chương Quân công cao quý vào ngày 28 tháng 8 năm 1915. Ông được trao tặng Bó sồi vào ngày 28 tháng 8 năm 1916. Ông chỉ huy Tập đoàn quân số 7 cho đến năm 1916 khi ông được thuyên chuyển sang bộ chỉ huy bờ biển tại Đức trong suốt thời gian chiến tranh. Ông đã giải ngũ với quân hàm Thượng tướng.
Sau chiến tranh, ông tích cực giúp đỡ cho các cựu chiến binh, và từ năm 1918 cho đến năm 1926 ông là chủ tịch Hiệp hội Kyffhäuser (Kyffhäuserbund). Kể từ tháng 9 năm 1914, ông là công dân danh dự của thành phố Kassel. Ông từ trần vào ngày 9 tháng 10 năm 1926 tại Berlin-Charlottenburg. Ông có vợ là bà Augusta von Dewall; các con trai của ông, Walther và Kurt, đều là sĩ quan bộ binh cấp thấp trong Chiến tranh thế giới thứ nhất.